# Шаден, Иоганн-Непомук-Адольф
Иоганн Непомук Адольф Шаден (18 мая 1791, Марктобердорф — 30 мая 1840, Мюнхен) — немецкий писатель, драматург, художник, журналист. 
Родился в семье поставщика курфюрстского двора. В раннем возрасте остался сиротой, окончил гимназию в Диллингене-на-Дунае и в 1806 году поступил добровольцем на службу в баварскую артиллерию, в 1808 году получил звание лейтенанта. Однако в 1809 году он получил серьёзные травмы, попав под копыта лошади, и был вынужден прервать свою военную службу для лечения. Несколько лет находился на гражданской государственной службе, затем вернулся в армию, служил инспектором в Королевском кадетском корпусе, затем плац-адъютантом в Линдау и Кемптене, в 1815 году в этом же звании находился во Франции в составе баварского резервного полка, после окончания Наполеоновских войн вышел в отставку в звании старшего лейтенанта.
Во второй половине 1810-х годов был вольнослушателем в университетах Лейпцига и Берлина, тогда же начал писать свои первые пьесы, хотя пять его первых пьес так и не были поставлены на сцене. В 1821—1822 годах жил в Дрездене, Праге и Вене; в конце концов, поселился в Мюнхене, где остался до конца жизни и работал в городской администрации, но главным образом поддерживал себя литературным трудом.
Его произведения (романы, комедии, фарсы): «Theodor Körners Tod», «Schill, oder die Bestürmung Stralsunds», «Die Ahnfrau», «Die moderne Sappho», «Die europäischen Auswanderer», «Der deutsche Don Juan», «Die spanische Johanna», «Das Blumenmädchen», «Sünde und Busse», «Das Fischermädchen», «Berlins Licht— und Schattenseiten», «Aurelius Kommodus u. die Königin von Saba», «Das Requiem», «Original-Fresko-Schwänke», «Phantasiestücke u. Schwanke», «Die Ahnenprobe im XIX J.», «Die Franzosen in Algier». Помимо литературных сочинений его наследие включает также работы по истории, географии, топографии и статистике Баварии.